# Blepisanis transversicollis
Blepisanis transversicollis là một loài bọ cánh cứng trong họ Cerambycidae.